# Grófi korona
A grófi korona csak a heraldikában fordul elő. Ténylegesen csak a Brit-szigeteken viselik (en: earl crown), ahol a hermelinbélésű vörös süveg abroncsba van helyezve 5 gyöngyös ággal és 4 levéllel. Franciaországban létezett külön grófi sisak (heaume), kilencágú korona (couronne) és süveg (toque) is. A legtöbb európai országban, kivéve Nagy Britanniát, Skandináviát és Németalföldet kilenc látható ágból álló koronát viseltek. Ilyen a német, osztrák, magyar, spanyol, belga, olasz és orosz grófi korona is. A cári Oroszországban a korona változó magasságú és alacsonyabb ágú volt. A valóságban a grófi koronának összesen 16 ága van. A rangjelölő koronák látható ágait vagy lombjait tehát meg kell szorozni kettővel és ebből le kell vonni kettőt, hogy az ágak valós számát megkapjuk. A Károlyi család 1712-es grófi címere 11-ágú. A dán grófi korona 3 levélből és 2 ágból áll. A francia és belga heraldikában néha olyan grófi koronát is használtak, melynek középső és két szélső ágán 3 gyöngy volt. A belga grófi korona abroncsa a 19. század végéig bíborral van kibélelve és az abroncson hét látható pártaszerű lemez van a tetejükön gyöngyökkel.

## Egyéb grófi koronák
A Német-Római Birodalomban az Erlaucht (kegyelmes) címmel rendelkező szuverén (uralkodó) grófok, mint pl. a cseh Harrach grófok is, az erlauchtkoronát (de: Erlauchtkrone) viselték, melynek abroncsán öt levél alakú és köztük négy gyöngyös ág látható, valamint az abroncs bíborsüvegre van helyezve, a tetején hermelinfarokkal. A ritkán használt régi spanyol grófi korona a német erlauchtkoronára hasonlított. A német tartománygróf (de: Landgraf, la: comes provincialis) koronája (de: Landgrafenkrone) kizárólag heraldikai jelkép volt. Arany abroncsból állt, 5 leveles és 4 gyöngyös ággal, mely fölött 4 (3 látható) pánt volt, rajta országalmával. A címertanban ritkán használták. A 18. században pl. a Brandenburg-Schwedt őrgrófok címerében fordul elő. A francia vidame (algróf) koronájának abroncsán három látható talpas kereszt alakú ág van. Az algrófi (fr: vicomte) ranggal is változatos formájú koronák jártak együtt Európában. Az angol viscount koronája hermelinbélésű abroncs rajta 7 gyönggyel. A francia és spanyol őrgrófi korona három magasabb és két kisebb gyöngyös ágból áll. A németalföldi algróf (várgróf) koronája ugyanilyen, de a 2 közbülső ág leveles. Az olasz visconte koronája egyszerű abroncs, rajta 3 nagy és köztük 1-1 kisebb gyönggyel. A belga őrgrófi korona 3 ágból áll, a végein 3-3 (2-1) gyönggyel.